# Fina Miralles Nobell
Pour les articles homonymes, voir Miralles.
 (octobre 2023).
Josefina Miralles i Nobell, dite Fina Miralles, née le 27 septembre 1950 à Sabadell, en Catalogne, est une artiste d'art contemporain féministe espagnole dont le travail est fondé sur l'art conceptuel, en particulier dans le domaine de la relation entre la nature et l'humain.

## Biographie
Fina Miralles étudie à la section de Beaux-Arts de l'Université de Barcelone et passe une grande partie de sa vie aux voyages et à la découverte. Dans les années 1970, et notamment après la mort du dictateur Franco (1975) et sous la transition démocratique, son œuvre est empreinte des problématiques sociales et sociétales de l'époque. Ses œuvres s'inscrivent dans la dénonciation de la dictature franquiste qui supprime, après la guerre d'Espagne (1936-1939), les droits des femmes acquis démocratiquement sous la République.
En 1983, elle entreprend vingt-cinq années de voyages, dans les pays proches (France et Italie), mais surtout à travers l'Amérique latine, véritable voyage initiatique de l'artiste, qui abandonne, dès lors, la culture bourgeoise pour se consacrer à la peinture indigène. 
En 1999, elle revient néanmoins en Europe. Elle choisit de s'installer dans la comarque catalane de l'Alt Empordà, limitrophe de la France, plus précisément dans le célèbre village de Cadaqués, au Cap de Creus.
Dans sa carrière, elle dirige pendant un temps, à Barcelone, la galerie Vinçon, galerie d'art contemporain historique désormais disparue, située sur le Passeig de Gràcia, célèbre boulevard du modernisme catalan, et l'espace 13 de la Fondation Joan-Miró, à Montjuïc, ainsi que la galerie Tres de Sabadell, sa ville natale. 
Personnalité contemporaine de l'art conceptuel, son œuvre explore aujourd'hui le thème de la nature et notamment la relation entre l'être humain et le monde animal.

## Expositions remarquables
- 1972 : Sensitiveland ;
- 1980 : Les mides del marc. Installation à l'Université autonome de Barcelone ;
- 1978 : Mediterrània t’estim. Installation à la Biennale de Venise;
- 1981 : Terra. Installation à Sabadell ;
- 1982 : En l’aire. Installation, à Barcelone ;
- 1996 : Memorial. Sur le thème des cathédrales gothiques, à Sabadell ;
- 2016 : Naturaleses Naturals, à la galerie Vinçon de Barcelone, puis à Madrid ;
- 2021 : Fina Miralles: I Am All the Selves that I Have Been, au MACBA de Barcelone[11], exposée dans le monde entier[12],[13];
- 2023-2024: Fina Miralles : Des de més enllà del temps (From beyond time), Fondation Vila Casas, Barcelone.

## Autobiographie littéraire
- (ca) Fina Miralles Nobell, Testament vital, Barcelone, Editorial Varias, 2018, 64 p. (ISBN 978-84-933724-8-4)

## Prix
- 2018 : Prix national de Culture, décerné par le ministère de la Culture de la Généralité de Catalogne[14],.